# Habropoda laboriosa
Habropoda laboriosa là một loài Hymenoptera trong họ Apidae. Loài này được Fabricius mô tả khoa học năm 1804.

## Hình ảnh

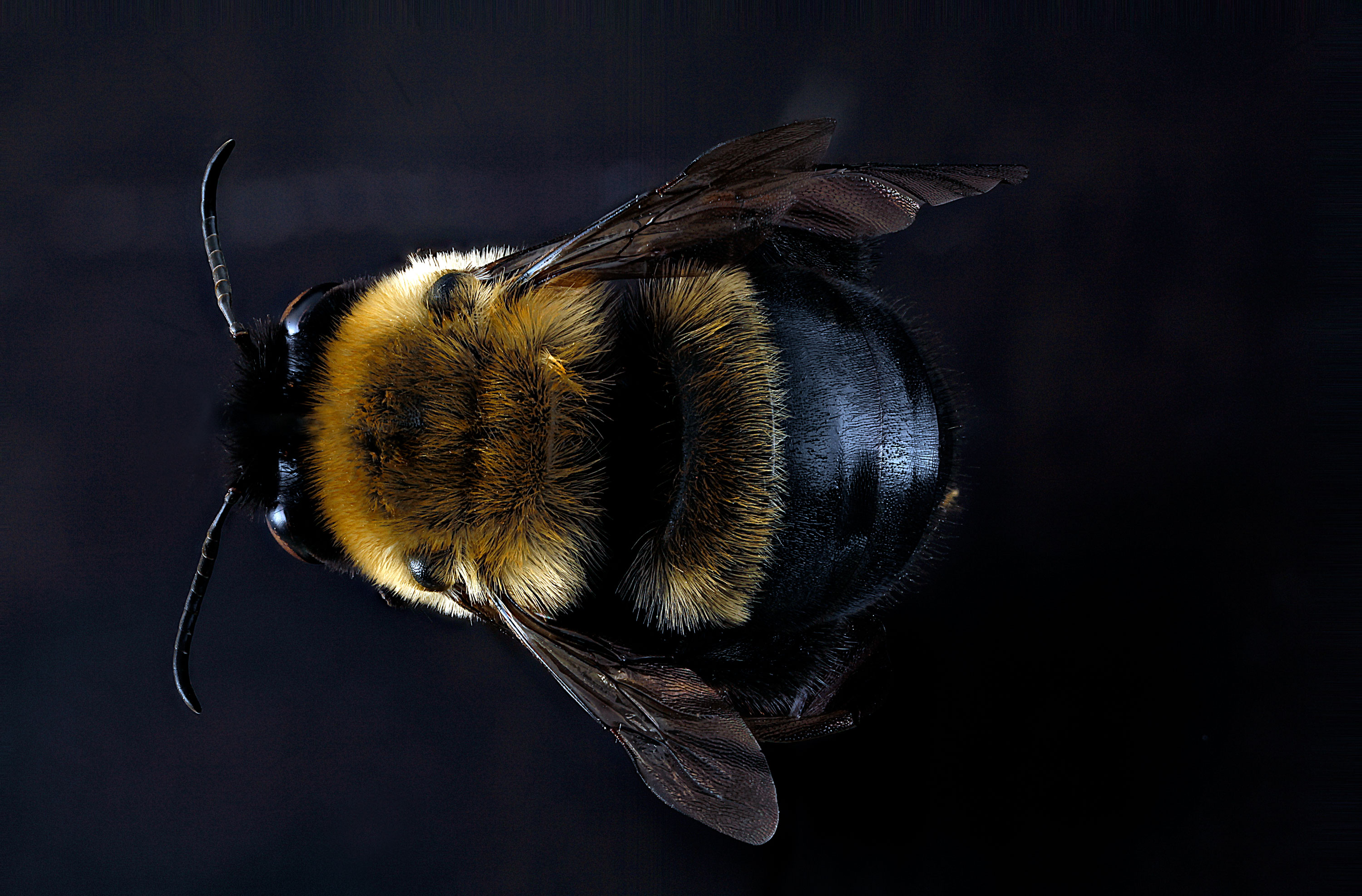
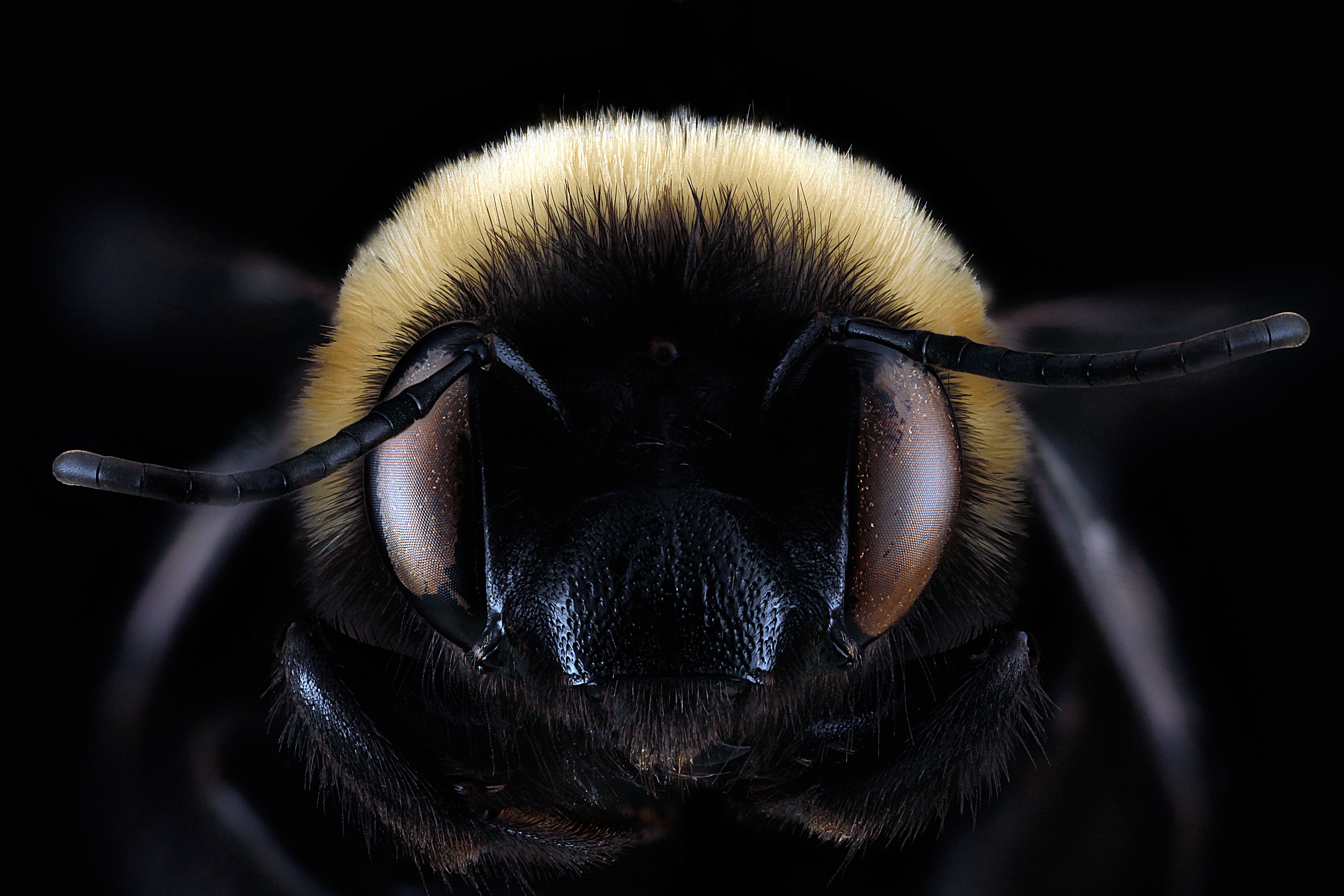
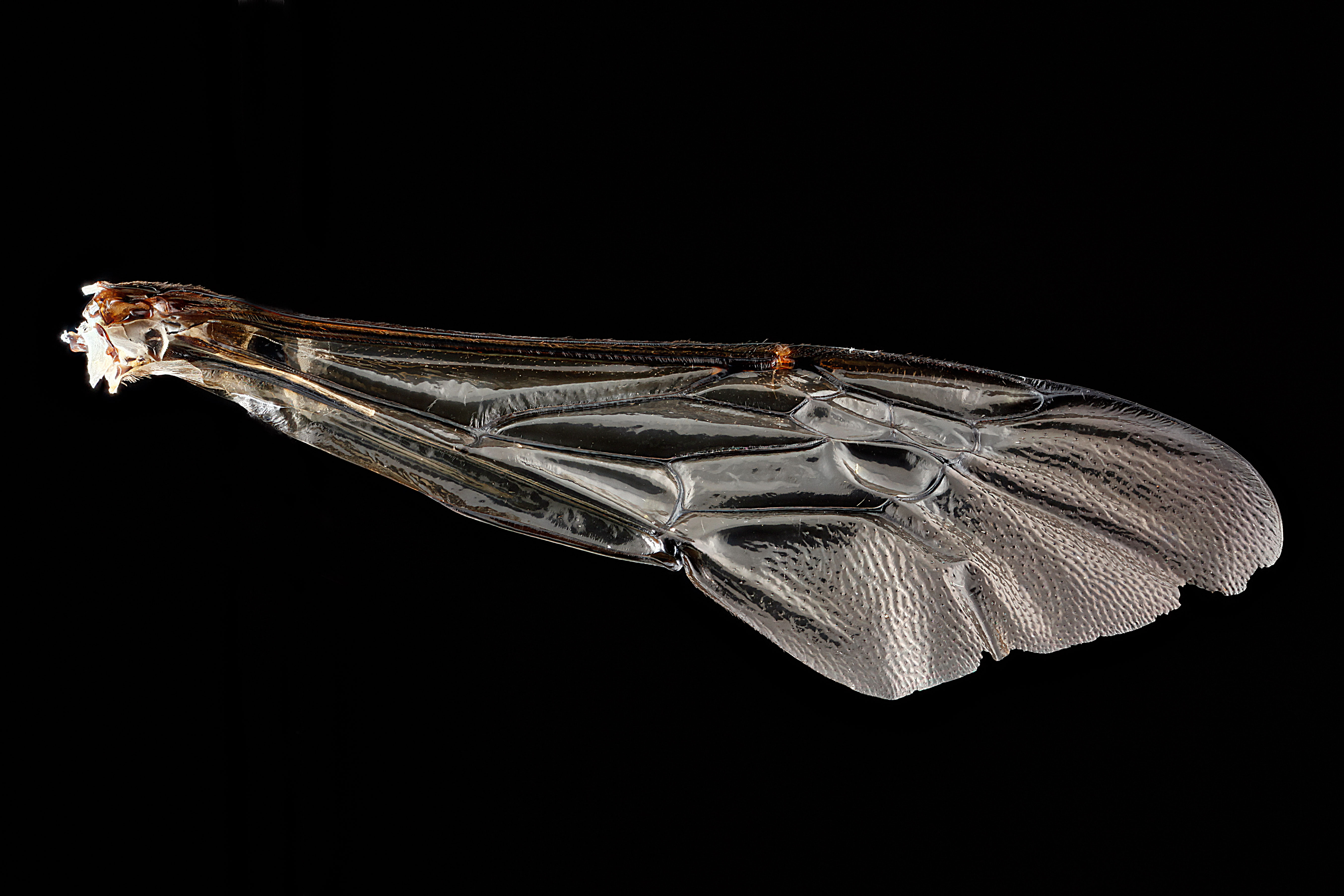